# De Kulturhistoriske Museer i Holstebro Kommune
De Kulturhistoriske Museer i Holstebro er et statsanerkendt kulturhistorisk museum, som blev etableret 1. januar 2012 ved fusionen af de tre museer Holstebro Museum, Strandingsmuseum St. George og Frilandsmuseet Hjerl Hede. De tre museer fortsætter deres aktiviteter og opgaver på de nuværende adresser.
De Kulturhistoriske Museer i Holstebro er en selvejende institution. Holstebro Kommune er museets offentlige hovedtilskudsyder. Museets akronym er DKM.

## Om museet
De Kulturhistoriske Museer i Holstebro er den overordnede forsknings- og formidlingsenhed for kommunens tre kulturhistoriske museer, som på hver deres måde fortæller om den kultur, som egnen er rundet af gennem mange århundreder.
Frilandsmuseet Hjerl Hede beskæftiger sig med landboliv i en stærkt urbaniseret samtid. Der fokuserer især på de arbejdsfællesskaber, som livet på landet har indeholdt. Samtidig forsøger museet gennem uddannelsesprogrammer og formidling at øge samtidens interesse for håndværk og husflid. Museet har fokus på perioden fra renæssancen til det førindustrielle landbrug.
Holstebro Museum beskæftiger sig med at forske i og formidle Danmarkshistorie på vestjysk. Museet intention er at knytte historien til de konkrete landskaber og steder, hvor den faktisk fandt sted. Museet arbejder med den helt lokale identitet sat i internationalt perspektiv. Museet dækker alle perioder fra de tidligste tider til vor tid.
Strandingsmuseum St. George beskæftiger sig med den verdenshistorie på vestkysten, som de strandede skibe og deres besætninger førte med sig. Museet er en kulturhistorisk attraktion, og museet har fokus på forskning om strandinger, om kulturmøder mellem søfolk og klitboere, og det tager udgangspunkt i museets internationalt set unikke samling af genstande fra HMS St. George og HMS Defence.

## Ansvarsområder
Museets ansvarsområder dækker bredt og indeholder bl.a. løbende indsamling, registrering, bevaring, forskning og formidling i henhold til museumsloven og Slots- og Kulturstyrelsens krav og anbefalinger for statsanerkendte museer.
Museet har ansvar for nyere tids kulturhistorie i Holstebro Kommune samt ansvar for landarkæologi i Holstebro, Lemvig og Struer kommuner og marinarkæologisk ansvar langs vestkysten syd for Limfjorden samt i fjorde, søer og åer i Lemvig, Holstebro, Struer, Skive, Viborg, Herning Ikast-Brande, Ringkøbing-Skjern, Varde og Fanø kommuner. Museet indgår i et formaliseret samarbejde med Moesgaard Museum og Nordjyllands Kystmuseum om varetagelsen af de tre museers marinarkæologiske opgaver. Museet fører efter aftale med Slots- og Kulturstyrelsen tilsyn med de fredede fortidsminder i Holstebro, Lemvig og Struer, Herning, Ringkøbing-Skjern, Viborg og Ikast-Brande kommuner.